# Chrysozephyrus nishikaze
Chrysozephyrus nishikaze är en fjärilsart som beskrevs av Araki och Shibatani 1941. Chrysozephyrus nishikaze ingår i släktet Chrysozephyrus och familjen juvelvingar. Inga underarter finns listade i Catalogue of Life.